# Municipio de Philadelphia
El municipio de Philadelphia (en inglés: Philadelphia Township) es un municipio ubicado en el condado de Cass en el estado estadounidense de Illinois. En el año 2010 tenía una población de 221 habitantes y una densidad poblacional de 2,35 personas por km².

## Geografía
El municipio de Philadelphia se encuentra ubicado en las coordenadas 39°54′59″N 90°6′27″O / 39.91639, -90.10750. Según la Oficina del Censo de los Estados Unidos, el municipio tiene una superficie total de 93.87 km², de la cual 93,87 km² corresponden a tierra firme y (0 %) 0 km² es agua.

## Demografía
Según el censo de 2010, había 221 personas residiendo en el municipio de Philadelphia. La densidad de población era de 2,35 hab./km². De los 221 habitantes, el municipio de Philadelphia estaba compuesto por el 97,74 % blancos, el 1,81 % eran afroamericanos y el 0,45 % eran de una mezcla de razas. Del total de la población el 0,9 % eran hispanos o latinos de cualquier raza.